# Diócesis de Dunedin
La diócesis de Dunedin (en latín: Dioecesis Dunedinensis y en inglés: Roman Catholic Diocese of Dunedin) es una circunscripción eclesiástica de la Iglesia católica en Nueva Zelanda. Se trata de una diócesis latina, sufragánea de la arquidiócesis de Wellington. Desde el 22 de febrero de 2018 su obispo es Michael Joseph Dooley.

## Territorio y organización
La diócesis tiene 64 747 km² y extiende su jurisdicción sobre los fieles católicos de rito latino residentes en las regiones de Otago y Southland, pertenecientes a la isla Sur según los territorios que tenían las provincias de Otago y Southland al momento de la erección de la diócesis, por lo que comprende también pequeñas porciones de los extremos meridionales de las actuales regiones de Canterbury y West Coast. El territorio diocesano limita al norte con la diócesis de Christchurch, mientras que el resto del territorio se encuentra bañado por el océano Pacífico.
La sede de la diócesis se encuentra en la ciudad de Dunedin, en donde se halla la Catedral de San José.
En 2023 en la diócesis existían 28 parroquias.

## Historia
La diócesis de Dunedin fue erigida el 26 de noviembre de 1869 mediante breve Summi Apostolatus del papa Pío IX, desmembrando su territorio de la diócesis de Wellington (hoy arquidiócesis). Originalmente estaba inmediatamente sujeta a la Santa Sede, hasta que, el 10 de mayo de 1887 pasó a ser sufragánea de la arquidiócesis de Wellington.

## Estadísticas
Según el Anuario Pontificio 2024 la diócesis tenía a fines de 2023 un total de 34 000 fieles bautizados.
| Año                                                                             | Población            | Población | Población      | Sacerdotes | Sacerdotes    | Sacerdotes    | Bautizados por sacerdote | Diáconos permanentes | Religiosos | Religiosos | Parroquias |
| Año                                                                             | Bautizados católicos | Total     | % de católicos | Total      | Clero secular | Clero regular | Bautizados por sacerdote | Diáconos permanentes | Varones    | Mujeres    | Parroquias |
| ------------------------------------------------------------------------------- | -------------------- | --------- | -------------- | ---------- | ------------- | ------------- | ------------------------ | -------------------- | ---------- | ---------- | ---------- |
| 1950                                                                            | 26 973               | 210 000   | 12.8           | 61         | 52            | 9             | 442                      |                      | 35         | 291        | 28         |
| 1966                                                                            | 40 000               | 275 000   | 14.5           | 88         | 76            | 12            | 454                      |                      | 51         | 352        | 36         |
| 1970                                                                            | ?                    | ?         | ?              | 94         | 17            | 77            | ?                        |                      | 65         | 370        | 38         |
| 1980                                                                            | 42 416               | 297 763   | 14.2           | 89         | 69            | 20            | 476                      |                      | 54         | 235        | 39         |
| 1990                                                                            | 40 240               | 286 000   | 14.1           | 70         | 62            | 8             | 574                      |                      | 26         | 162        | 37         |
| 1999                                                                            | 35 307               | 282 183   | 12.5           | 56         | 52            | 4             | 630                      |                      | 16         | 129        | 37         |
| 2000                                                                            | 35 307               | 282 183   | 12.5           | 54         | 50            | 4             | 653                      |                      | 15         | 128        | 37         |
| 2001                                                                            | 35 307               | 282 183   | 12.5           | 53         | 50            | 3             | 666                      |                      | 14         | 128        | 37         |
| 2002                                                                            | 35 307               | 282 183   | 12.5           | 54         | 49            | 5             | 653                      |                      | 15         | 124        | 37         |
| 2003                                                                            | 34 152               | 265 512   | 12.9           | 54         | 49            | 5             | 632                      |                      | 13         | 119        | 37         |
| 2004                                                                            | 34 152               | 265 512   | 12.9           | 49         | 44            | 5             | 696                      |                      | 12         | 108        | 37         |
| 2006                                                                            | 34 152               | 265 512   | 12.9           | 43         | 40            | 3             | 794                      |                      | 9          | 95         | 37         |
| 2013                                                                            | 36 100               | 295 400   | 12.2           | 41         | 35            | 6             | 880                      |                      | 7          | 68         | 37         |
| 2016                                                                            | 34 241               | 307 759   | 11.1           | 31         | 27            | 4             | 1104                     |                      | 5          | 62         | 37         |
| 2019                                                                            | 36 400               | 327 160   | 11.1           | 31         | 27            | 4             | 1174                     |                      | 5          | 48         | 28         |
| 2021                                                                            | 33 630               | 302 000   | 11.1           | 31         | 26            | 5             | 1084                     |                      | 6          | 48         | 28         |
| 2023                                                                            | 34 000               | 306 120   | 11.1           | 31         | 27            | 4             | 1096                     |                      | 5          | 41         | 28         |
| Fuente: Catholic-Hierarchy, que a su vez toma los datos del Anuario Pontificio. |                      |           |                |            |               |               |                          |                      |            |            |            |

### Vida consagrada
En el territorio de la diócesis, desempeñan su labor carismática religiosos y religiosas, de diversos institutos de vida consagrada y sociedades de vida apostólica.
Los institutos y sociedades presentes en Dunedin son: Congregación de los Hermanos Cristianos, Orden de Predicadores (dominicos), Congregación de Hermanas Dominicas de Nueva Zelanda, Hermanitas de los Pobres, Hermanas de la Misericordia de Wellington, Instituto de la Caridad (rosminianos), Hermanas de San José del Sagrado Corazón de Jesús (josefinas del Sagrado Corazón) y Hermanas de la Presentación de la Beata Virgen María (federación australiana).

## Episcopologio

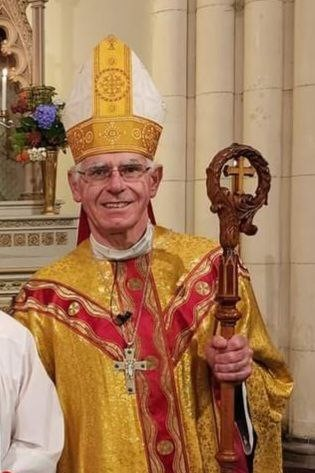
Michael Joseph Dooley, obispo de Dunedin desde 2018

- Patrick Moran † (3 de diciembre de 1869-22 de mayo de 1895 falleció)[4]
- Michael Verdon † (24 de enero de 1896-22 de noviembre de 1918 falleció)
- James Whyte † (22 de abril de 1920-26 de diciembre de 1957 falleció)
- John Patrick Kavanagh † (26 de diciembre de 1957 por sucesión-10 de julio de 1985 )
- Leonard Anthony Boyle † (10 de julio de 1985 por sucesión-29 de abril[6] de 2004 renunció)
- Colin David Campbell (29 de abril[6] de 2004-22 de febrero de 2018 retirado)
- Michael Joseph Dooley, desde el 22 de febrero de 2018